# نوربيرتو مينينديز
نوربيرتو مينينديز (بالإسبانية: Norberto Menéndez) (مواليد 14 ديسمبر 1936) هو لاعب كرة قدم. يلعب مع منتخب الأرجنتين لكرة القدم. سبق له أن لعب في كأس العالم لكرة القدم مع منتخب بلاده.

## روابط خارجية
- نوربيرتو مينينديز على موقع الاتحاد الدولي (مؤرشف)  (الإنجليزية)
- نوربيرتو مينينديز على موقع قاعدة بيانات كرة القدم.إي يو (الإنجليزية)
- نوربيرتو مينينديز على موقع ناشيونال فوتبول تيمز (الإنجليزية)
- نوربيرتو مينينديز على موقع Soccerway.com (الإنجليزية)
- نوربيرتو مينينديز على موقع عالم كرة القدم.نت (الإنجليزية)